# 24665 Толеранція
24665 Толеранція (24665 Tolerantia) — астероїд головного поясу, відкритий 8 вересня 1988 року.
Тіссеранів параметр щодо Юпітера — 3,565.